# Jenny Nyström
Jenny Eugenia Nyström (n. 13 iunie 1854, Kalmar, Comitatul Kalmar, Suedia – d. 17 ianuarie 1946, Bromma parish⁠(d), Comitatul Stockholm, Suedia) a fost o pictoriță și o ilustratoare cunoscut în principal ca persoana care a creat imaginea suedeză a creaturii din folclorul nordic asociată cu solstițiul de iarnă  pe numeroase felicitări de Crăciun și pe coperte de reviste, legând astfel versiunea suedeză a lui Moș Crăciun de gnomi și de tomtarul din folclorul scandinav.

## Context
Tatăl ei a fost profesor de școală și profesor de pian și, de asemenea, cantor al Bisericii Castelului Kalmar. Când Jenny Nyström avea opt ani, familia s-a mutat la Göteborg, unde tatăl ei a găsit o slujbă de profesor mai bine plătită.
A studiat la Kjellbergska flickskolan. În 1865 a început la școala de artă din Göteborg Göteborgs Musei-, Rit- och Målarskola, cunoscută astăzi sub numele de Konsthögskolan Valand, iar în 1873 a fost admisă la Academia Regală de Arte a Suediei din Stockholm, unde a studiat timp de opt ani. Datorită unei burse, au urmat studii la Paris 1882–1886, la Academia Colarossi și Academia Julian.

## Cariera
În timp ce se afla la Paris, a descoperit piața în plină expansiune a cărților poștale și a încercat să convingă editura suedeză Bonnier să înceapă să producă cărți poștale, dar aceasta au refuzat. Lille Viggs äventyr på julafton („Aventurile Micului Vigg în Ajunul Crăciunului”), scrisă de autorul Viktor Rydberg a inspirat-o pe Jenny Nyström. Ea a făcut desene care au însoțit această poveste. Viktor Rydberg le-a văzut și a sugerat editurii Bonniers să lanseze cartea. După ce a refuzat, editorul S. A. Hedlund a lansat-o în 1871. Scurta poveste de Crăciun pentru toate vârstele a fost tipărită pe scară largă și de atunci a devenit un clasic de Crăciun în Suedia. Jenny Nyström a devenit în cele din urmă cel mai productiv pictor și ilustrator din Suedia. Mulți ani, ilustrațiile ei au fost distribuite de Strålin & Persson AB în Falun.
În 1887, la vârsta de 33 de ani, s-a căsătorit cu studentul la medicină Daniel Stoopendaal (1853-1927), fratele colegilor artiști Henrik Wilhelm Johan Stoopendaal (1846-1906), Ferdinand Jacob Stoopendaal și Georg Vilhelm Stoopendaal (1866-1953). Din cauza tuberculozei, Daniel nu a reușit niciodată să-și termine studiile și să profeseze în meseria pe care și-a ales-o. Prin arta sa Jenny a reușit să se întrețină pe ea, pe soțul ei și pe fiul lor, în timp ce Daniel se ocupa de afacerile ei. Acesta murit în 1927.
În 1933, fiul ei, Curt Nyström Stoopendahl (1893-1965), a mers pe urmele sale și a devenit, de asemenea, un artist popular de cărți poștale și postere, rămânând foarte aproape de stilul artistic al mamei sale. Chiar și semnătura sa, „Curt Nyström”, arăta ca a mamei sale. La fel, cumnatul ei, Georg Stoopendaal, la începutul secolului al XIX-lea a descoperit că realizarea de cărți poștale sunt o sursă bună de venit, spre deosebire de picturile sale mai serioase, iar felicitările de Crăciun au fost, de asemenea, inspirate în mod clar de Jenny Nyström.